# Club Atlético Villa Teresa
Il Club Atlético Villa Teresa, meglio noto semplicemente come Villa Teresa, è una società calcistica di Montevideo, in Uruguay.
Fondato il 19 giugno 1941, nel 2000 si fuse con il Salus, formando il nuovo club dell'Alianza; nella neonata società entrò poco dopo anche l'Huracán. L'Alianza disputò tre stagioni consecutive in Segunda División Profesional dal 2002 al 2004, poi problemi economici la portarono a una rapida scomparsa. I tre club originari hanno così ripreso autonomamente le rispettive attività agonistiche.
Nella stagione 2010-2011, il Villa Teresa ha vinto il campionato di Segunda División Amateur de Uruguay, superando in finale per 4-1 il Colón e guadagnando la promozione in Segunda División Profesional.

## Organico

### Rosa 2020
| N. |                      | Ruolo | Calciatore           |
| -- | -------------------- | ----- | -------------------- |
| 1  | Uruguay (bandiera)   | P     | Pablo Tourn          |
| 2  | Uruguay (bandiera)   | D     | Joaquín Pereyra      |
| 3  | Uruguay (bandiera)   | D     | Jonathan Souza Motta |
| 4  | Uruguay (bandiera)   | D     | Maicol Britos        |
| 5  | Uruguay (bandiera)   | C     | Johnny Galli         |
| 6  | Uruguay (bandiera)   | C     | Martín Arguiñarena   |
| 7  | Argentina (bandiera) | C     | Daniel Pereira       |
| 8  | Uruguay (bandiera)   | C     | Dario Denis          |
| 9  | Uruguay (bandiera)   | A     | Facundo Rodríguez    |
| 10 | Argentina (bandiera) | C     | Pablo Pavetti        |
| 11 | Uruguay (bandiera)   | A     | Martín Silvera       |
| 12 | Uruguay (bandiera)   | P     | Ramiro Bentancur     |
| 13 | Argentina (bandiera) | P     | Agustín Cousillas    |

| N. |                      | Ruolo | Calciatore            |
| -- | -------------------- | ----- | --------------------- |
| 14 | Uruguay (bandiera)   | C     | Diego Galo            |
| 15 | Argentina (bandiera) | C     | Santiago Chacón       |
| 16 | Uruguay (bandiera)   | A     | Michel Miranda        |
| 17 | Uruguay (bandiera)   | D     | Gabriel De León       |
| 18 | Uruguay (bandiera)   | C     | Octavio Colo          |
| 19 | Uruguay (bandiera)   | C     | Ademar Martínez       |
| 20 | Uruguay (bandiera)   | A     | Adrián Balboa         |
| 21 | Uruguay (bandiera)   | D     | Diego Viña (capitano) |
| 22 | Uruguay (bandiera)   | C     | Alvaro Pastoriza      |
| 25 | Uruguay (bandiera)   | P     | Nicolás Rico          |
| 28 | Uruguay (bandiera)   | C     | Geronimo Beato        |
|    | Uruguay (bandiera)   | C     | Matheus Cuello        |

## Palmarès

### Competizioni nazionali
- Segunda División Amateur de Uruguay: 3

1984, 1999, 2010-2011
- Primera "D": 1

1975

### Altri piazzamenti
- Segunda División Profesional de Uruguay:

Terzo posto: 2014-2015